# Julie Skovsby
Julie Skovsby (nascida em 15 de novembro de 1978, em Odense) é uma política dinamarquesa, membro do Folketing pelo partido dos sociais-democratas. Ela foi eleita para o parlamento nas eleições legislativas dinamarquesas de 2007.